# Rhodometra virgenpamba
Rhodometra virgenpamba är en fjärilsart som beskrevs av Paul Dognin 1892. Rhodometra virgenpamba ingår i släktet Rhodometra och familjen mätare. Inga underarter finns listade.